# Pierre Laurent (acteur)
 (février 2023).
Si vous disposez d'ouvrages ou d'articles de référence ou si vous connaissez des sites web de qualité traitant du thème abordé ici, merci de compléter l'article en donnant les références utiles à sa vérifiabilité et en les liant à la section « Notes et références ».
Pour les articles homonymes, voir Pierre Laurent et Laurent.
Pierre Laurent  est un acteur français spécialisé dans le doublage.

## Biographie

### Carrière
Comédien en post-synchronisation, Pierre Laurent interprète, entre autres, la voix de plusieurs personnages secondaires dans la version française de la série animée Les Simpson depuis la saison 10, en remplacement de Patrick Guillemin.

### Famille
L'épouse de Pierre Laurent enseigne la danse.
Sa fille, Mélanie Laurent, est également actrice. Son fils Mathieu a également pratiqué le doublage, pendant un temps.

## Théâtre
- 1982 : Le Pique-Assiette d'Ivan Tourgueniev, mise en scène de Jacques Mauclair, Les Célestins (Lyon)

## Doublage
Les dates d'avant 1987 (en italique) correspondent aux sorties initiales des films pour lesquels Pierre Laurent a participé au redoublage.

### Cinéma

#### Films
- Dylan Baker dans (4 films) :
  - Graine de star (1993) : M. Burns
  - Dérapages incontrôlés (2002) : Finch
  - Les Noces rebelles (2009) : Jack Ordway
  - Selma (2015) : J. Edgar Hoover
- Ricky Gervais dans (4 films) :
  - La Nuit au musée (2006) : M. McPhee
  - La Nuit au musée 2 (2009) : M. McPhee
  - The Invention of Lying (2010) : Mark Bellison
  - La Nuit au musée : Le Secret des Pharaons (2015) : M. McPhee
- David Paymer dans :
  - Séquences et Conséquences (2001) : Marty Rossen
  - Ocean's Thirteen (2007) : le chroniqueur du Prix des 5 Diamants
  - Jusqu'en enfer (2009) : M. Jacks
- Steve Carell dans :
  - Bruce tout-puissant (2003) : Evan Baxter
  - Little Miss Sunshine (2006) : Frank Ginsburg
  - Asteroid City (2023) : le manager du motel
- John C. McGinley dans :
  - Clinton and Nadine (1988) : Turner
  - L'Enfer du dimanche (1999) : Jack Rose
- William H. Macy dans :
  - Pleasantville (1998) : George Parker
  - Blood Father (2016) : Kirby Curtis
- Toby Jones dans :
  - Harry Potter et la Chambre des secrets (2002) : Dobby (voix)
  - Harry Potter et les Reliques de la Mort (2010) : Dobby (voix)
- José Zúñiga dans :
  - Le Chaperon (2011) : l'officier Carlos Flynt
  - The Call (2013) : Marco
- David Warshofsky dans :
  - Insaisissables (2013) : l'agent Cowan
  - Insaisissables 2 (2016) : l'agent Cowan
- Jerry Springer dans :
  - Austin Powers 2 : L'Espion qui m'a tirée (1999) : Jerry Springer
  - Domino (2005) : Jerry Springer
- 1937[n 1] : Sur les ailes de la danse : John « Lucky » Garnett (Fred Astaire)
- 1973[n 2] : L'Exorciste : Burke Dennings (Jack MacGowran)
- 1978[n 2] : Superman : Lex Luthor (Gene Hackman)
- 1978[n 3] : La Grande Menace : Duff (Michael Byrne)
- 1981[n 4] : Les Bleus : Russell Ziskey (Harold Ramis)
- 1987 : Renegade : Luke Renegade (Terence Hill)
- 1992 : Les Hauts de Hurlevent : Edgar Linton (Simon Shepherd)
- 1995 : Waterworld : Drifter (Kim Coates)
- 1996 : Dracula, mort et heureux de l'être : Thomas Renfield (Peter McNicol)
- 1997 : The Full Monty : voix-off du reportage
- 1997 : La Souris : Ernie Smuntz (Nathan Lane)
- 1997 : Le Veilleur de nuit : le médecin de garde (Brad Dourif)
- 1997 : Air Force One : voix additionnelles
- 1998 : American History X : Dennis Vinyard (William Russ)
- 1998 : The Faculty : le coach Joe Willis (Robert Patrick)
- 1998 : Dix Bonnes Raisons de te larguer : M. Chapin (David Leisure)
- 1999 : American Beauty : Brad Dupree (Barry Del Sherman)
- 1999 : Mod Squad : Gilbert O'Reiley (Bodhi Elfman)
- 1999 : Mystery Men : le Fakir Bleu / Jeffrey (Hank Azaria)
- 2000 : Seul au monde : Stan (Nick Searcy)
- 2001 : Joe La Crasse : Zander Kelly (Dennis Miller)
- 2002 : Magic Baskets : M. Williams (James McManus)
- 2002 : Opération antisèche : Alex Harkin (Morris Panych)
- 2002 : Minority Report : Gideon (Tim Blake Nelson)
- 2002 : Pinocchio : le renard (Bruno Arena)
- 2003 : Big Fish : Beamen (Loudon Wainwright III)
- 2003 : Self Control : Galaxia/Le gardien de sécurité (Woody Harrelson)
- 2004 : L'Armée des morts : Michael (Jake Weber)
- 2004 : La vie est un miracle : Luka (Slavko Štimac)
- 2004 : N'oublie jamais : John Hamilton (David Thornton)
- 2004 : A Dirty Shame : Vaughn Stickles (Chris Isaak)
- 2004 : Neverland : Sir Arthur Conan Doyle (Ian Hart)
- 2004 : The Grudge : Alex (Ted Raimi)
- 2005 : Assaut sur le central 13 : Capra (Matt Craven)
- 2005 : Walk the Line : W.S. 'Fluke' Holland (Clay Steakley)
- 2006 : L'Amour sans préavis : M. Chechi (Michael Canavan)
- 2006 : Garfield 2 : M. Hobbs (Roger Rees)
- 2006 : Mémoires de nos pères : Bud Gerber (John Slattery)
- 2007 : Joyeuses Funérailles : Simon (Alan Tudyk)
- 2008 : Very Big Stress : M. Jeffers (D. W. Moffett)
- 2011 : Les Aventures de Tintin : Le Secret de La Licorne : Dupond (Simon Pegg)
- 2011 : Wu Xia : ? (?)
- 2012 : Jason Bourne : L'Héritage : Terrence Ward (Dennis Boutsikaris)
- 2014 : Les Gardiens de la Galaxie : le courtier (Christopher Fairbank)
- 2014 : Le Juge : Dr Morris (Denis O'Hare)
- 2014 : Dear White People : le président Hutchinson (Peter Syvertsen)
- 2016 : SOS Fantômes : l'officier Stevenson (Toby Huss)
- 2017 : Pirates des Caraïbes : La Vengeance de Salazar : voix additionnelles
- 2017 : Battle of the Sexes : Hank Greenberg (Mark Harelik)
- 2018 : Pentagon Papers : voix additionnelles
- 2018 : Gentlemen cambrioleurs : le commentateur ( ? )
- 2019 : Avengers: Endgame : voix additionnelles
- 2019 : Joker : Jeff Stewart et Dean
- 2019 : Spenser Confidential : Wayne Cosgrove (Marc Maron)
- 2021 : Dans les yeux de Tammy Faye : ? ( ? )
- 2021 : The French Dispatch : l'éditeur d'histoires (Fisher Stevens)

#### Films d'animation
- 1968[n 1] : Yellow Submarine : John
- 1986[n 5] : Le Château dans le ciel : Louis
- 1993 : David Copperfield : Mealy
- 1995 : Papadoll au royaume des chats : HoiHoi
- 1999 : South Park, le film : un soldat
- 2002 : Barbie, princesse Raiponce : le Petit Soldat
- 2003 : Kim Possible : La Clé du temps : Dr James Possible
- 2004 : La ferme se rebelle : Larry le canard
- 2005 : Kim Possible, le film : Mission Cupidon : Dr James Possible
- 2007 : Barbie, princesse de l'Île merveilleuse : Azul
- 2007 : Les Simpson, le film : Ned Flanders, Apu Nahasapeemapetilon, Barney Gumble, Révérend Lovejoy, Waylon Smithers, Carl, Lou et le vendeur de BD
- 2009 : Planète 51 : le présentateur télé
- 2009 : Monstres contre Aliens : le président Hathaway
- 2013 : Epic : La Bataille du royaume secret : le chauffeur de taxi
- 2021 : LEGO Star Wars : Histoires terrifiantes : Grand Moff Tarkin
- 2022 : La Nuit au musée : Le Retour de Kahmunrah : Dr McPhee[n 6]

### Télévision

#### Téléfilms
- Dan Castellaneta dans :
  - Les Dessous de Beverly Hills, 90210 (2015) : Aaron Spelling
  - Les Dessous de Melrose Place (2015) : Aaron Spelling
- 2021 : Une proposition de rêve pour Noël : Charles (Juan Chioran)
- 2022 : Noël à tout prix ! : Albert (Peter Jacobson)

#### Séries télévisées
- José Zúñiga dans (10 séries) :
  - Les Experts (2004-2010) : l'inspecteur Chris Cavaliere (12 épisodes)
  - Dexter (2006) : Jorge Castillo (saison 1, épisode 5)
  - Les Experts : Miami (2008) : Juan Ortega (saison 6, épisode 21)
  - Ghost Whisperer (2008) : l'officier Reed Simonds (saison 3, épisode 12)
  - Grey's Anatomy (2009) : Anthony Meloy (saison 5, épisode 19)
  - New York, section criminelle (2010) : le sénateur Victor Caldera (saison 9, épisode 12)
  - Desperate Housewives (2012) : l'inspecteur Heredia (saison 8)
  - Taxi Brooklyn (2014) : l'inspecteur Eddie Esposito (12 épisodes)
  - Night Shift (2015) : Frank (saison 2, épisode 9)
  - Madam Secretary (2016-2019) : le sénateur Carlos Morejon (17 épisodes)
  - The Rookie : Le Flic de Los Angeles (2018) : Nestor Garcia (saison 1, épisode 4)

- Gregory Harrison dans :
  - Amy (2000-2001) : Tom Gillette (4 épisodes)
  - Réunion : Destins brisés (2005) : Russell Brewster (7 épisodes)
  - Les Frères Scott (2009-2011) : Paul Norris (11 épisodes)

- Dwight Schultz dans :
  - Star Trek : La Nouvelle Génération (1990-1994) : le lieutenant Reginald Barclay (5 épisodes)
  - Star Trek: Voyager (1995-2001) : le lieutenant Reginald Barclay (6 épisodes)

- Patrick Labyorteaux dans :
  - JAG (1999-2005) : le lieutenant Bud J. Roberts (2e voix, saisons 5 à 10)
  - NCIS : Enquêtes spéciales (2003-2018) : Bud J. Roberts (3 épisodes)

- Roger Rees dans :
  - À la Maison-Blanche (2000-2005) : Lord John Marbury (5 épisodes)
  - Grey's Anatomy (2007) : Dr Colin Marlow (3 épisodes)

- Reed Diamond dans : 
  - Les Experts (2005) : Ray Lester (saison 6, épisode 3)
  - Designated Survivor (2016-2018) : John Forstell (19 épisodes)

- Michael Bryan French (en) dans :
  - Prison Break (2008) : Gregory White (6 épisodes)
  - The Good Wife (2012) : Vance Foster (saison 4, épisode 9)

- Christopher Stanley (en) dans :
  - Mad Men (2009-2015) : Henry Francis (54 épisodes)
  - American Crime (2016) : Charles (4 épisodes)

- Jonathan Aris dans :
  - Sherlock (2010-2016) : Philip Anderson (7 épisodes)
  - The Night Manager : L'Espion aux deux visages (2016) : Raymond Galt (mini-série)

- 1992-1998 : Highlander : Richie Ryan (Stan Kirsch) (107 épisodes)
- 1993-1994 : Dr Quinn, femme médecin : Jake Slicker (Jim Knobeloch) (2e voix, saison 2)
- 1994-1996 : Melrose Place : Alan Ross (Lonnie Schuyler) (16 épisodes)
- 1994-1999 : Un tandem de choc : l'inspecteur Raymond « Ray » Vecchio (David Marciano) (44 épisodes)
- 1995-1996 : American Gothic : Dr Matt Crower (Jake Weber) (15 épisodes)
- 1996-2004 : Le Drew Carey Show : Nigel Wick (Craig Ferguson) (185 épisodes)
- 1997-1998 : The Practice : Donnell et Associés : David Rogers (Bob Clendenin) (4 épisodes)
- 1997-1998 : Les Repentis : Camier (Julian Richings) (11 épisodes)
- 1997-1998 : Michael Hayes : John Manning (Peter Outerbridge) (21 épisodes)
- 1997-2003 : Cold Feet : Amours et petits bonheurs : Adam Williams (James Nesbitt) (34 épisodes)
- 1998-2001 : First Wave : Eddie Nambulous (Rob LaBelle) (64 épisodes)
- 1998-2006 : Les Feux de l'amour : le juge Russell Jennings (Robert Clotworthy) (39 épisodes)
- 1999-2002 : Le Monde perdu : Lord John Roxton (William Snow) (66 épisodes)
- 1999-2004 : Rex, chien flic : Fritz Kunz (Martin Weinek) (59 épisodes)
- 1999-2007 : Stargate SG-1 : Dr Robert Rothman (Jason Schombing) (3 épisodes), Dr Simon Coombs (John Billingsley) (saison 6, épisode 8) et Tomin (Tim Guinee) (3 épisodes)
- 2000 : Jack, le vengeur masqué : le capitaine Brogard (Stephen Papps) (22 épisodes)
- 2000-2001 : Popular : le principal Calvin Krupps (Robert Gant) (11 épisodes)
- 2002-2003 : Mes plus belles années : le professeur Witt (Robby Benson) (8 épisodes)
- Preuve à l'appui (2003, saison 2, épisode 11) : Norman Gibson (Jim Piddock)
- New York, unité spéciale (2003) : Derek Singer (Don Stephenson)
- 2005 : Hot Dog Family : Rick Lackerson (Matthew Glave) (13 épisodes)
- 2005 : Desperate Housewives : Dennis Stevens (Albie Selznick) (saison 1, épisode 17)
- 2006-2007 : Les Experts : Miami : l'agent Glen Cole (Mark Rolston) (3 épisodes)
- 2006-2007 : Kidnapped : Conrad Bain (Timothy Hutton) (13 épisodes)
- 2006-2007 : Au fil de l'enquête : Dr Siegfried « Sig » Jahn (Eisi Gulp) (8 épisodes)
- 2006-2013 : 30 Rock : Pete Hornberger (Scott Adsit) (138 épisodes)
- 2007-2013 : American Wives : Frank Sherwood (Terry Serpico) (108 épisodes)
- 2008 : Eli Stone : Dr Sanjay Rajapaksa (Ajay Mehta) (4 épisodes)
- 2008-2009 : Sons of Anarchy : Cameron Hayes (Jamie McShane) (1re voix, saison 1)
- 2008-2009 : Kath & Kim : Phil Knight (John Michael Higgins) (17 épisodes)
- 2008-2010 : Friday Night Lights : Joe McCoy (D.W. Moffett) (20 épisodes)
- 2008-2020 : Les Enquêtes de Murdoch : Nikola Tesla (Dmitry Chepovetsky) (4 épisodes)
- 2011-2013 : Treme : C.J. Liguori (Dan Ziskie) (18 épisodes)
- 2012 : Annika Bengtzon : Anders Schyman (Björn Kjellman)
- 2012-2013 : Last Resort : Zheng Min (Chin Han) (4 épisodes)
- 2013 : The White Queen : Henry Stafford (2e duc de Buckingham) (Arthur Darvill) (mini-série)
- 2013-2015 : Hannibal : Jimmy Price (Scott Thompson) (27 épisodes)
- 2013-2015 : Ray Donovan : Lee Drexler (Peter Jacobson) (10 épisodes)
- 2014-2017 : Girls : Tad Horvath (Peter Scolari) (2e voix, saisons 3 à 6)
- 2016 : House of Cards : Dr Saxon (David Pittu) (3 épisodes)
- 2016-2017 : The Get Down : Ed Koch (Frank Wood) (6 épisodes)
- 2017 : Twin Peaks : l'inspecteur T. Fusco (Larry Clarke) (4 épisodes)
- 2017 : Brooklyn Nine-Nine : Samuel Miller (Johnny Ray Meeks) (saison 4, épisode 22)
- 2018 : The Big Bang Theory : Larry Fowler (Teller) (3 épisodes)
- 2019 : Il Processo : Giacomo Andreoli (Simone Colombari) (8 épisodes)
- 2020 : Hunters : le chef Harry Grimsby (James LeGros) (5 épisodes)
- 2020 : Coup pour coup : ? ( ? )  (mini-série)
- depuis 2021 : The White Lotus : Greg Hunt (Jon Gries)

- 2024: Good Doctor : Sri

#### Séries d’animation
- 1981[n 7] : Flo et les Robinson suisses : le prince (épisode 24)
- 1981-1982[n 8] : Sandy Jonquille : le prince (épisode 33)
- 1982-1983[n 9] : Gigi : Personnages divers
- 1983[n 8] : Embrasse Moi Lucile : Mathias
- 1983-1984[n 8] : Georgie : Abel Becker
- 1983-1984[n 10] : Signé Cat's Eyes : Quentin Chapuis
- 1988-1989 : Denver, le dernier dinosaure : Jeremy, Nick
- 1999-2000 : Animutants : Rattrap, Byznator
- depuis 1999 : Les Simpson : Ned Flanders, Apu Nahasapeemapetilon, Barney Gumble, Révérend Lovejoy, Waylon Smithers, Carl, Lou, Jeff Albertson dit « Le vendeur de B.D. », Chalmers, Duffman, Robot hedoniste, Hermes Conrad, Lrrr (episode : Simpsorama) et diverses voix masculines
- 2002-2003 : Nom de code : Kids Next Door : Simon (saison 1)
- 2002-2007 : Kim Possible : Dr James Possible[n 11]
- 2003-2005 : Teen Titans : Dr Light et Mumbo
- 2007 : American Dad! : George W. Bush (saison 2, épisode 10)
- 2007 : Kung-foot : Pat Murphy
- 2011 : Archer : Conrad Schlotz
- 2011 : Star Wars: The Clone Wars : Capitaine Tarkin (1re voix)
- 2013 : Dofus : Aux trésors de Kerubim : l'amiral Kokuss, La Vigie
- 2013-2014 : Prenez garde à Batman ! : Humpty Dumpty / Humphrey Dumpler
- depuis 2013 : Teen Titans Go! : Dr Light, Birdarang, Brain, Mumbo et divers personnages
- 2014-2015 : Archer : l'Agent Hawley[n 11]
- 2015-2018 : Star Wars Rebels : Grand Moff Tarkin
- 2021-2024 : Star Wars: The Bad Batch : Amiral Tarkin

### Jeux vidéo
- 2003 : The Simpsons: Hit and Run : Ned Flanders, Apu Nahasapeemapetilon, Barney Gumble, Révérend Lovejoy, Waylon Smithers...
- 2007 : Les Simpson, le jeu : Ned Flanders, Apu Nahasapeemapetilon, Waylon Smithers, Kang, Duffman...
- 2013 : Les Chevaliers de Baphomet : La Malédiction du serpent : Ramon, Père Simon
- 2015 : Lego Dimensions : Key-per et Rowan
- 2016 : Call of Duty: Infinite Warfare : Willard Wyler[n 12]